# Adetus linsleyi
Adetus linsleyi es una especie de escarabajo del género Adetus, familia Cerambycidae. Fue descrita científicamente por Martins & Galileo en 2003.
Habita en Ecuador. Los machos y las hembras miden aproximadamente 7,7-9,1 mm. El período de vuelo de esta especie ocurre en los meses de febrero y agosto.